# 楊禎
楊禎（5世紀—528年），北魏时武川鎮人，字不祥。隋文帝楊堅之祖父。龙骧将军、太原郡守杨烈之子。北周追贈为贈柱國，大將軍，少保，追封興城郡公。隋文帝追封为皇祖獻王。
杨祯因为军功为建远将军。北魏末年大乱，杨祯避地中山郡，孝昌二年（526年）秋，怀朔镇（今内蒙古固阳县西南）的丁零族镇兵鲜于修礼响应杜洛周，率众在定州左人城（今河北省唐县）起事，年号鲁兴，即北魏末年河北起义。杨祯结义兵讨伐鲜于修礼，阵亡。北周保定時，子楊忠公勳及追贈为柱國，大將軍，少保，追封興城郡公。隋文帝追封杨祯为皇祖獻王。
皇祖献王神室歌辞：“盛才必达，丕基增旧。涉渭同符，迁邠等构。弘风迈德，义高道富。神鉴孔昭，王猷克懋。”

## 家庭

### 夫人
- 盖氏，西魏追尊北海郡君[3]

### 儿子
- 楊忠